# Dinéault
Dinéault település Franciaországban, Finistère megyében. Lakosainak száma 1858 fő (2022. január 1.). Dinéault Pont-de-Buis-lès-Quimerch, Châteaulin, Plomodiern, Saint-Nic és Trégarvan községekkel határos.

## Népesség
A település népességének változása:
| Lakosok száma | 1364 | 1661 | 1550 | 1699 | 1885 | 2164 | 2168 | 1967 | 1864 | 1858 |
|               | 1968 | 1982 | 1990 | 2006 | 2013 | 2015 | 2017 | 2019 | 2020 | 2022 |